# Svartkindad fnittertrast
Svartkindad fnittertrast (Trochalopteron affine) är en asiatisk fågel i familjen fnittertrastar inom ordningen tättingar.

## Utseende och läten
Svartkindad fnittertrast är en rätt stor (24–26 cm) och mörkbrun fnittertrast. Den känns igen på svartbrunt huvud, vitt mustaschstreck och vit halsfläck och rostbrun, något fjällig kropp. Vingarna är färgade i grått och olivgult. Sången består av upprepade, gälla och rätt snabba fraser. Bland lätena hörs ett ihållande rasslande ljud.

## Utbredning och systematik
Svartkindad fnittertrast delas in i sex underarter med följande utbredning:
- Trochalopteron affine affine – bergstrakter i västra och centrala Nepal
- Trochalopteron affine bethelae – Himalaya från östra Nepal till östra Bhutan och sydöstra Tibet
- Trochalopteron affine oustaleti – södra Kina (nordvästra Yunnan) till nordöstra Assam och nordöstra Myanmar
- Trochalopteron affine muliense – sydvästra Kina (Yangtzedalen i sydöstra Qinghai och nordvästra Yunnan)
- Trochalopteron affine blythii – bergstrakter i väst-centrala Kina (norra Sichuan i Moupinregionen)
- Trochalopteron affine saturatum – norra Tonkin (Fan Si Pan-bergen)

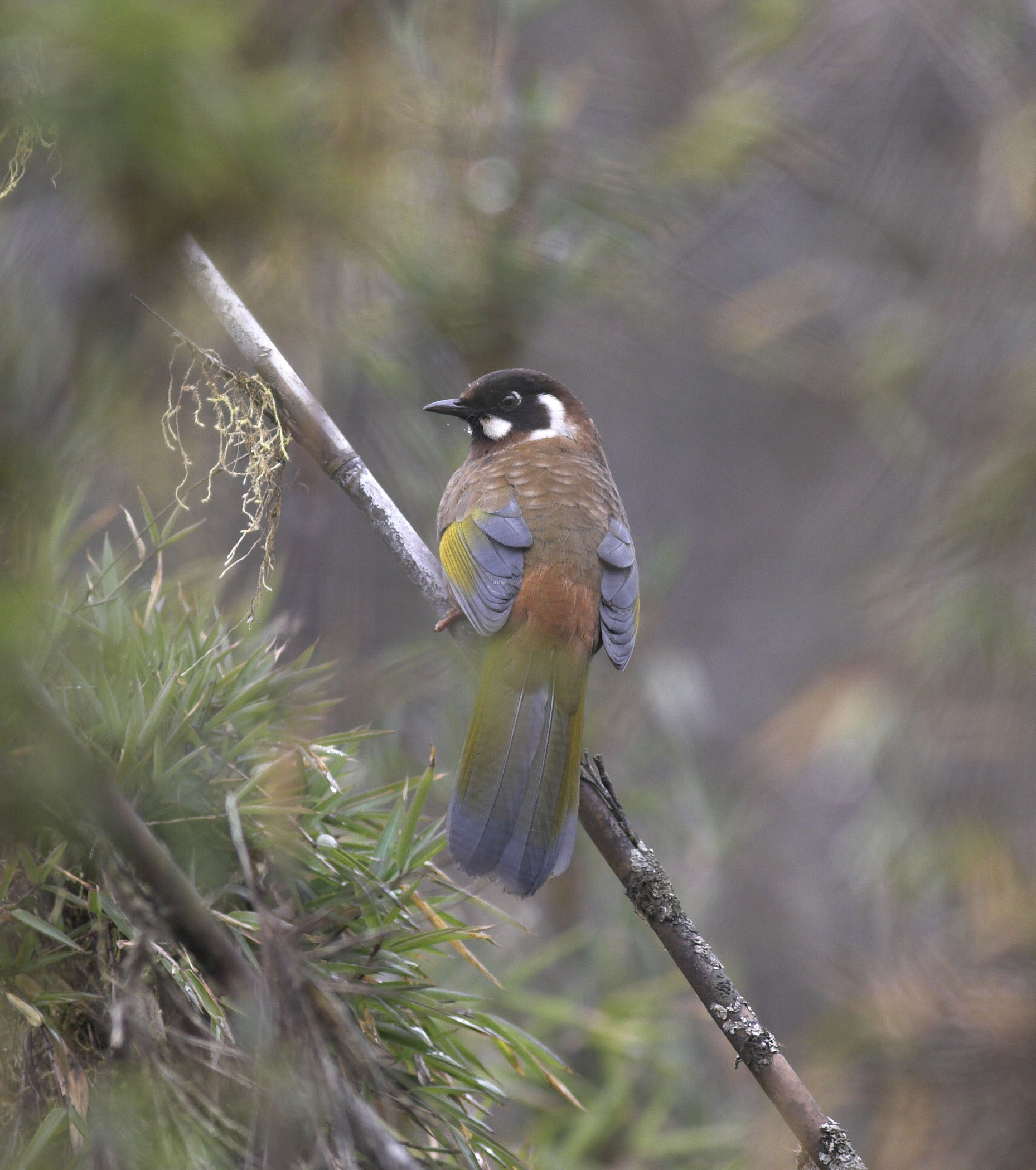
Svartkindad fnittertrast i Bhutan.

### Släktestillhörighet
Tidigare inkluderas arterna i Trochalopteron i Garrulax, men genetiska studier har visat att de är närmare släkt med exempelvis prakttimalior (Liocichla) och sångtimalior (Leiothrix).

## Levnadssätt
Svartkindad fnittertrast förekommer i bergsbelägen skog och höglänta buskmarker med en, rhododendron och bambu på mellan 1705 och 3660 meters höjd. Den påträffas i par eller små flockar. Fågeln lever mestadels av insekter, som skalbaggar, men även bär och frukt som smultron och paradisäpplen. Den häckar mellan april och augusti och placerar sitt skålformade bo i en buske, en till 2,5 m ovan mark, vari den lägger två till tre blå, något fläckade ägg.

## Status och hot
Arten har ett stort utbredningsområde, men tros minska i antal, dock inte tillräckligt kraftigt för att den ska betraktas som hotad. Världspopulationen har inte uppskattats men den beskrivs som vanlig till mycket vanlig, dock ovanlig i Kina.